# Muchtar
Muchtar, Mukhtar, Muhtar, Mochtar, Mokhtar oder Mohtar ist arabischen Ursprungs und Namensbestandteil folgender Personen:
- Abdel Moneim Mokhtar (1905–??), ägyptischer Wasserspringer
- Abdelmalik Muktar (* 1996), äthiopischer Schwimmer
- Achmad Mochtar (1882–1945), indonesischer Molekularbiologe
- Ahmad Mukhtar (1946–2020), pakistanischer Politiker
- Ahmad Mukhtar Baban (1900–1976), irakischer Politiker
- Ahmed Muhtar Pascha (1839–1919), osmanischer General, Oberbefehlshaber in der Herzegowina
- Ahmet Muhtar Pascha (1768–1822), Sohn von Tepedelenli Ali Pascha
- al-Muchtār ibn Abī ʿUbaid (kurz: al-Muchtar, 622–687), islamischer Revolutionär
- Fandy Mochtar (* 1984), indonesischer Fußballspieler
- Gamal El-Din Ahmed Mokhtar (1928–2018), ägyptischer Militärangehöriger und Sportfunktionär
- Hany Mukhtar (* 1995), deutscher Fußballspieler
- Kassim Mukhtar (1927–?), irakischer Leichtathlet
- Mahmoud Mokhtar (1891–1934), ägyptischer Bildhauer
- Mahmoud Mokhtar El-Tetsh, (1905–1965), ägyptischer Fußballspieler
- Mahmud Muhtar Pascha (1866–1935), osmanischer und türkischer Militär und Diplomat
- Mohamed Haji Mukhtar (* 1947), somalischer Historiker und Hochschullehrer
- Omar Mukhtar (1858–1931), libyscher Koranlehrer
- Youness Mokhtar (* 1991), niederländisch-marokkanischer Fußballspieler

- Mokhtar Al-Yamani (* 1997), jemenitischer Schwimmer
- Mokhtar Ghyaza (* 1986), tunesischer Basketballspieler
- Muchtar Al Ghusain (* 1963), deutscher Kommunalpolitiker in Würzburg
- Muchtar Aschrafowitsch Aschrafi (1912–1975), usbekisch-sowjetischer Komponist
- Muchtar Äuesow (1897–1961), kasachischer Schriftsteller
- Muchtar Muchtarow (* 1986), kasachischer Fußballspieler
- Muchtar Qul-Muchammed (* 1960), kasachischer Staatsmann und Politiker
- Muhtar Başoğlu (1913–1981), türkischer Herpetologe
- Mukhtar Ali (* 1997), saudi-arabisch-englischer Fußballspieler
- Mukhtar Bhatti (1932–?), pakistanischer Hockeyspieler
- Mukhtar Robow (* 1960er), somalischer islamistischer Politiker und Milizenführer

Siehe auch:
- Mukhtar (Begriffsklärung)